# La Grande Beune
La Grande Beune est un roman de Pierre Michon publié en décembre 1995 aux éditions Verdier et ayant obtenu le prix Louis-Guilloux en 1997.

## Résumé
Le narrateur est un jeune instituteur qui, pour son premier poste, s’installe à l’hôtel Chez Hélène, dans le bourg de Castelnau, sur la Grande Beune. Hélène est une femme « vieille et massive, […] attifée de belles guenilles ». Sur la place du village est le bureau de tabac. C’est là que le narrateur rencontre Yvonne, la buraliste. Il éprouve pour elle un dévorant désir, mais sans véritable espoir car il devine qu’elle a un amant, qui la violente.

## Éditions
- Lagrasse, Éditions Verdier, 1995, 58 p.  (ISBN 2864322307)
- Paris, Éditions Gallimard, coll. « Folio », 77 p. 2006  (ISBN 978-2-07-030505-6)

## Suite
Pierre Michon donne, en 2023, une suite à son roman, La Petite Beune. Les deux récits sont regroupés sous le titre Les Deux Beune.